# Baltimore County
Baltimore County är ett administrativt område i delstaten Maryland, USA. År 2010 hade countyt 805 029 invånare. Den administrativa huvudorten (county seat) är Towson. 
Staden Baltimore ingår inte i Baltimore County.

## Geografi
Enligt United States Census Bureau så har countyt en total area på 1 766 km². 1 551 km² av den arean är land och 216 km² är vatten. 

### Angränsande countyn
- York County, Pennsylvania - nord
- Carroll County - väst
- Harford County - öst
- Anne Arundel County - syd
- Howard County - sydväst
- Baltimore City - independent city - syd